# Nicolaas Trakranen

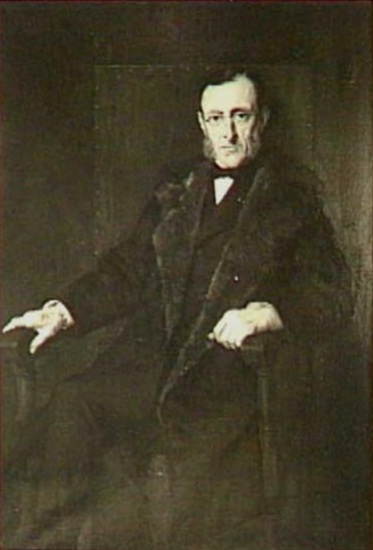
Nicolaas Trakranen

Nicolaas Trakranen (Amsterdam, 3 april 1819 – Heemstede, 11 augustus 1890) was een Nederlands staatsman.
Trakranen, vanaf 20 december 1884 Nicolaas van Taack Trakranen, was minister van Koloniën van 17 september 1866 tot 20 juli 1867. In die functie volgde hij Pieter Mijer op. Trakranen was afkomstig uit de Amsterdamse handelswereld. Hij bleek op koloniaal gebied liberaler te zijn dan zijn collega's. Hij werd door de Tweede Kamer ten val gebracht.
Van 1874 tot 1889 was hij president van de Nederlandsche Handel-Maatschappij.